# 民主戦線 (ジョージア)
民主戦線（みんしゅせんせん、Democratic Front）は、ジョージアの政党連合。ジョージア国会では野党であった。
民主戦線にはジョージア共和党、ジョージア保守党、および無所属の国会議員数名が加盟していた。民主戦線の議長はダヴィド・ズラビシュヴィリが務めた。かつては自由協会も民主戦線に参加していた。